# EHC Bremerhaven
Der EHC Bremerhaven war ein Eishockeyverein in Bremerhaven, der zwischen 1977 und 1987 aktiv war. Größter Erfolg des Vereins war der Aufstieg in die Eishockey-Oberliga 1984/85.

## Geschichte
Der EHC Bremerhaven wurde 1977 von einigen unzufriedenen Mitgliedern des RSC Bremerhaven als reiner Jugendverein gegründet. 1983 stieg der EHC mit einer Seniorenmannschaft in die Regionalliga ein. Bereits in der ersten Spielzeit gelang der Aufstieg in die Oberliga. Durch den Konkurs des RSC war man zudem klassenhöchster Verein in Bremerhaven. Nach einem Jahr Oberliga stieg man jedoch bereits wieder ab. Im Folgejahr wurde man letzter der Regionalliga Nord, während der RSC-Nachfolger REV Bremerhaven Regionalligameister wurde. Nach einer Spielzeit in der Landesliga Niedersachsen/Bremen wurde 1987 der Spielbetrieb eingestellt. 
Ein großer Teil der Spieler wechselte zum TSV Wulsdorf, der bis 1995 in unteren Ligen spielte. Formal besteht der EHC Bremerhaven bis heute weiter.
2006 wurde ein neuer Verein mit Namen EHC Bremerhaven gegründet, der von 2006 bis 2009 unter dem Namen Mad Dogs Fischtown in der Landesliga Nord spielte.